# روبين أيالا
روبين أيالا (بالإسبانية: Rubén Ayala)‏ هو مدرب كرة قدم ولاعب كرة قدم أرجنتيني، ولد في 8 يناير 1950 في سانتا في في الأرجنتين. شارك مع منتخب الأرجنتين لكرة القدم. أما مع النوادي، فقد لعب مع أتلانتي إف سي وأتلتيكو مدريد ونادي سان لورينزو.

## وصلات خارجية
- روبين أيالا على موقع الاتحاد الدولي (مؤرشف)  (الإنجليزية)
- روبين أيالا على موقع الاتحاد الأوربي (الإنجليزية)
- روبين أيالا على موقع قاعدة بيانات كرة القدم.إي يو (الإنجليزية)
- روبين أيالا على موقع ناشيونال فوتبول تيمز (الإنجليزية)